# Pseudechinus novaezealandiae
Pseudechinus novaezealandiae är en sjöborreart som först beskrevs av Ole Theodor Jensen Mortensen 1921.  Pseudechinus novaezealandiae ingår i släktet Pseudechinus och familjen Temnopleuridae. Inga underarter finns listade i Catalogue of Life.